# Солдат (фільм, 1982)
«Солдат» (англ. The Soldier) — американський бойовик 1982 року.

## Сюжет
Група терористів, заволодівши певною кількістю збройового плутонію, загрожує підірвати саморобну ядерну бомбу і знищити половину світових запасів нафти. ЦРУ посилає найкращого оперативного агента, відомого під кодовим ім'ям «Солдат», на зустріч з резидентом КДБ. Дізнавшись, що світ стоїть на порозі ядерної катастрофи, «Солдат» розробляє сміливий і ризикований план щодо запобігання загрози і починає діяти.

## У ролях
- Кен Вол — «Солдат»
- Альберта Вотсон — Сьюзан Гудман
- Джеремі Салліван — Іван
- Вільям Прінц — президент
- Жоакім ді Алмейда — загін
- Пітер Хутен — загін
- Стів Джеймс — загін
- Александер Спенсер — загін
- Клаус Кінскі — Драча
- Білл Анагнос — водій вантажівки / ковбой 1
- Боб Ендрюс — охоронець ракети
- Ліза Кейн — пастушка № 2
- Джералд Алекк Кантор — працівник митниці
- Тоні Чічері — охоронець
- Аль Серулло — пілот Дофін
- Ширлі Сіна — борець у бруді
- Девід Купер — терорист 1
- Рой Мілтон Девіс — бандит 2
- Вільям Де Ніно — ковбой 1
- Деніел Дод — будівельник
- Тейлор Е. Дункан — водій лімузина
- Аллен Дузак — офіцер центру управління 1
- Нед Ейзенберг — Israeli в'язень
- Ніла Еріксен — пастушка 3
- Гарі Фішер — офіцер центру управління 2
- Манфред Шнейдер — другий лижник в блакитному
- Рон Харпер — глава ЦРУ
- Евінд Гарум — терорист 3
- Джеррі Хьюіт — ковбой
- Мартін Хенер — Майкл
- Ел Ізраел — бандит 1
- Желько Іванек — виробник бомби / прибиральниця
- Джеффрі Джонс — помічник міністра оборони
- Одрі Джонстон — заручник
- Юджин Кі — офіцер дистанційне керування 1
- Тімоті Д. Клейн — дистанційна 8 референт
- Фріц Кроєр — пригає через Берлінську стіну
- Девід Ліпман — ізраїльський міністр оборони
- Ліза Далтон — борець у бруді
- Гаррі Медсен — національний гвардієць
- Віктор Маньотта — борець
- Ллойд Мосс — міністр фінансів Ізраїлю
- Едгард Моуріньо — клієнт бару
- Арті Ней — упав з висоти
- Метт Норклюм — офіцер 3
- Е. Енн Палмер — леді, яка лізе через вікно
- Жак Перро — «Росков» лижник у блакитному
- Рафаель Поллок — нічний портьє
- Сенді Річман — пастушка 1
- Джейсон Робардс III — терорист 2
- Таня Расселл — старенька
- Ребекка Шалл — заступник ізраїльського міністра сільського господарства
- Рубен Сінгер — прем'єр-міністр Ізраїлю
- Стреттон Воллін — міністр оборони США
- Дебора Воткінс — жінка 1
- Том Райт — бізнесмен
- Тревіс Янг — ізраїльський офіцер
- Джордж Стрейт — грає самого себе